# Juan Carlos I al Spaniei
Juan Carlos I de Bourbon (n. 5 ianuarie 1938, Roma, Regatul Italiei) a fost rege al Spaniei din 22 noiembrie 1975 până pe 19 iunie 2014, conform constituției Spaniei, care îl recunoaște ca simbol de unitate națională și legitim moștenitor al dinastiei istorice.
Juan Carlos I are ca titlu monarhic (Juan Carlos Alfonso Victor Maria de Borbon y Borbon-Dos Sicilias) este nepotul lui Alfonso XIII și fiul lui Juan de Borbon, Conte de Barcelona și al Mariei de las Mercedes de Borbon și Orleans, Prințesă a celor două Sicilii.
La 2 iunie 2014, Juan Carlos a anunțat că a decis să abdice în favoarea fiului său, Felipe. Juan Carlos a devenit al patrulea monarh european care abdică în doar un an și jumătate, în urma Papei Benedict al XVI-lea (28 februarie 2013), regina Beatrix a Olandei (30 aprilie 2013) și regele Albert al II-lea al Belgiei (21 iulie 2013).

## Origine și educație
Juan Carlos al Spaniei este fiul Infantelui Juan, Conte de Barcelona și al Prințesei María Mercedes de Bourbon-Două-Sicilii și s-a născut la Roma, Italia, unde bunicul său, regele Alfonso al XIII-lea al Spaniei și alți membri ai familiei regale spaniole s-au stabilit după proclamarea celei de-a Doua Republici Spaniole în 1931. S-a mutat în Spania în 1948 pentru a fi educat acolo după ce tatăl său l-a convins pe Franco să permită acest lucru. Și-a început studiile la San Sebastián și le-a terminat în 1954 la institutul San Isidro din Madrid. A intrat în armată, pregătindu-se să devină ofițer în perioada 1955-1957 la Academia Militară din Zaragoza.
Juan Carlos are două surori și un frate: Infanta Pilar, Ducesă de Badajoz (n. 1936), Infanta Margarita, Ducesă de Soria (n. 1939) și Infantele Alfonso. În martie 1956, Infantele Alfonso a murit împușcat într-un accident la casa familiei Villa Giralda din Estoril, Portugalia, la vârsta de 14 ani.

## Prinț al Spaniei, 1969-1975
Regimul dictatorial al lui Francisco Franco a venit la putere în timpul Războiului Civil Spaniol care a generat tensiuni între democrați, anarhiști, socialiști și comuniștii susținuți în parte de liderul sovietic Iosif Stalin și de către voluntari internaționali, împotriva conservatorilor, monarhiștilor, naționaliștilor și fasciștilor.
Moștenitor al tronului Spaniei era Juan de Borbón (Conte de Barcelona), fiul regelui Alfonso al XIII-lea. Cu toate acestea, generalul Franco l-a privit pe moștenitor cu suspiciune extremă, crezând că este un liberal care se opune regimului său. Franco a luat în considerare să ofere tronul Spaniei fiului acestuia, Juan Carlos Alfonso, Duce de Anjou și Cádiz. Alfonso era cunoscut a fi un susținător al lui Franco și dorea să se căsătorească cu nepoata lui Franco, Doña María del Carmen Martínez-Bordiú y Franco în 1972. Ca răspuns, Juan Carlos a început să folosească al doilea nume al său Carlos pentru a-și afirma pretenția la moștenirea ramurii carliste a familiei sale.
În cele din urmă, Franco a decis să sară peste o generație și l-a numit pe Juan Carlos succesorul său personal. Franco a sperat că tânărul prinț putea fi crescut pentru a prelua națiunea păstrând în același timp natura ultraconservatoare a regimului său. În 1969, Juan Carlos a fost desemnat oficial moștenitor și a primit noul titlu de Prinț al Spaniei (în locul tradiționalului Prinț de Asturia). Ca o condiție de a fi numit moștenitor-aparent, Juan Carlos a trebuit să jure loialitate Mișcării Naționale a lui Franco, lucru pe care prințul l-a făcut.
Juan Carlos l-a întâlnit și s-a consultat cu Franco de mai multe ori în timp ce a fost moștenitor aparent și, adesea, a luat parte la ceremoniile oficiale alături de dictator spre furia republicanilor și a liberalilor moderați care sperau că moartea lui Franco va aduce o nouă eră în reformă. Pe parcursul acestor ani, Juan Carlos a sprijinit public regimul lui Franco. Cu toate acestea, Juan Carlos a început întâlnirea cu liderii exilați ai opoziției politice care luptau să aducă reforme liberale în țară. El a avut, de asemenea, discuții secrete cu tatăl său la telefon. Franco, la rândul său, a rămas în mare parte orb la acțiunile prințului și a negat acuzațiile că Juan Carlos ar fi fost lipsit de loialitate regimului.
În perioadele de incapacitate temporară de muncă ale lui Franco din 1974 și 1975, Juan Carlos a fost șef al statului. În apropierea morții, la 30 octombrie 1975, Franco i-a dat control deplin lui Juan Carlos. La 22 noiembrie, după moartea lui Franco, Cortes Generales l-a proclamat regele Juan Carlos al Spaniei și la 27 noiembrie, Juan Carlos a fost uns rege într-o ceremonie numită Liturghia Sfântului Duh, care a fost echivalentul unei încoronări. El a optat să nu se numească Juan al III-lea sau Carol al V-lea ci Juan Carlos I.

## Restaurarea monarhiei

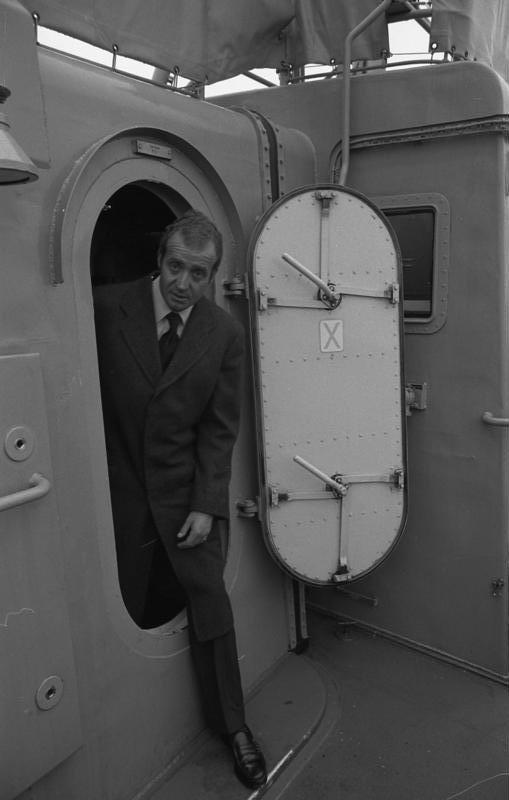
Regele Juan Carlos în aprilie 1977.

După moartea dictatorului Franco, regele Juan Carlos I a instituit rapid reforme, spre marea nemulțumire a Falange și a elementelor conservatoare în special din armată care se așteptau ca el să mențină statul autoritar. Regele l-a numit prim ministru al Spaniei pe Adolfo Suárez, un fost lider al Mișcării Naționale.

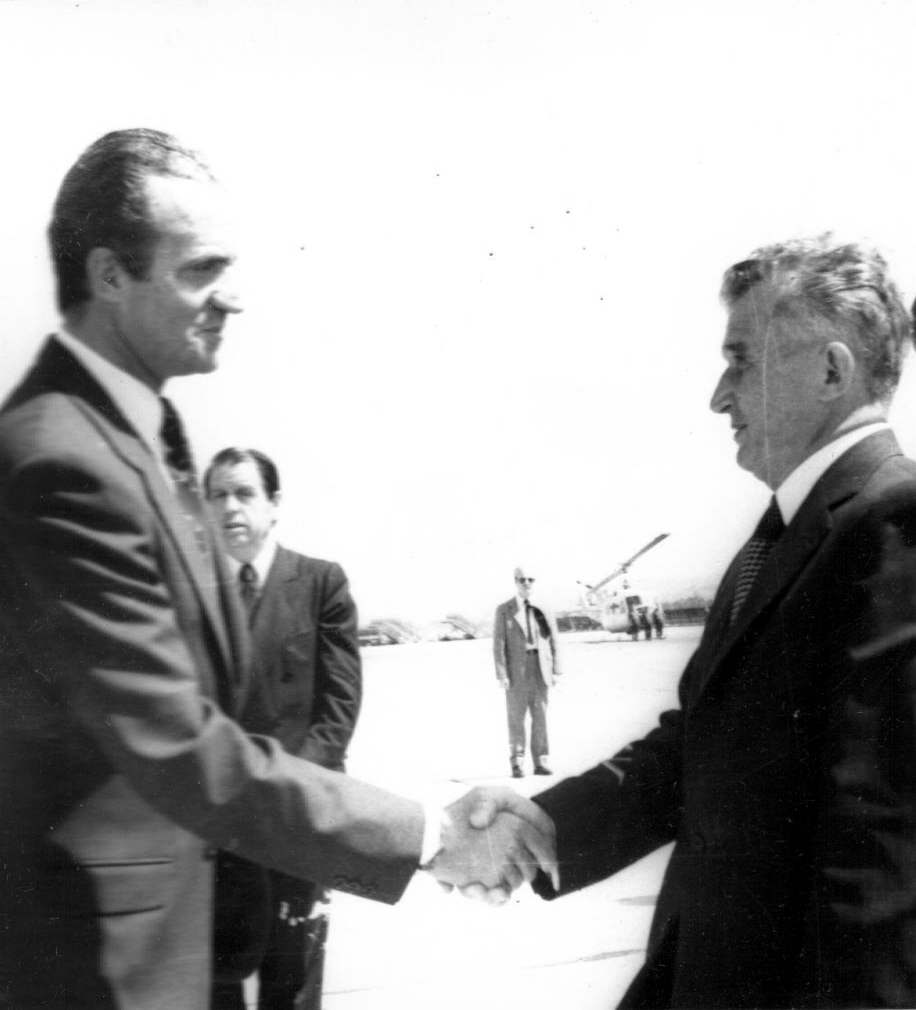
Juan Carlos și Nicolae Ceaușescu, președintele României, în timpul vizitei din Spania din 1979.

La 20 mai 1977, liderul recent legalizatului Partidului Socialist Muncitoresc Spaniol (PSOE) Felipe González, acompaniat de Javier Solana, l-a vizitat pe Juan Carlos la Palatul Zarzuela. Evenimentul a reprezentat o aprobare a monarhiei de către politica de stânga din Spania, care a fost istoric republicană. Suportul stângii pentru monarhie a crescut atunci când Partidul Comunist din Spania a fost legalizat la scurtă vreme, o mișcare pe care Juan Carlos a fost presat s-o facă în ciuda opozițiie militare enorme de dreapta în timpul Războiului Rece.
La 15 iunie 1977, în Spania au avut loc primele alegeri democratice post-Franco. În 1978, o nouă Constituție a fost promulgată prin care Juan Carlos era recunoscut drept moștenitor al dinastiei spaniole și rege.
La 23 februarie 1981 s-a încercat o lovitură de stat militară, cunoscută sub numele de "23-F". În această lovitură Cortes Generales au fost confiscate de către membri ai gărzii civile ai camerei parlamentare. Conform versiunii larg acceptate, lovitura de stat s-a dovedit a fi zădărnicită de către o emisiune publică tv a regelui care a solicitat un sprijin fără echivoc pentru guvernul democratic legitim. În orele de dinaintea discursului său, el a chemat personal mai multe figuri militare de rang înalt pentru a le spune că s-a opus loviturii de stat și că a trebuit să apere guvernul democratic.
Atunci când a devenit rege, liderul comunist Santiago Carrillo l-a numit Juan Carlos cel Scurt prezicând că monarhia nu va dura. Totuși, după încercarea de lovitură de stat, Carrillo a spus telespectatorilor într-o declarație emoțională "Dumnezeu l-a salvat pe rege". De asemenea, liderul comunist a mai remarcat: "Astăzi, toți suntem monarhiști". Dacă sprijinul publicului pentru monarhie era limitat înainte de 1981, după această dată a devenit semnificativ mai mare. Potrivit unui sondaj al ziarului El Mundo din noiembrie 2005, 77,5% dintre spanioli cred că regele Juan Carlos este "bun sau foarte bun", 15,4% "nu așa bun" și numai 7,1% "rău sau foarte rău".

### Rolul în politica contemporană a Spaniei
Alegerea liderului socialist Felipe González ca prim ministru în 1982 a marcat încheierea efectivă a implicării active a regelui în politica spaniolă. González a guvernat peste un deceniu și administrația sa a contribuit la consolidarea cuceririlor democratice și a menținut, astfel, stabilitatea națiunii. În timp ce regele este, în general, socotit ca având un rol pur ceremonial în politică, el deține o mare autoritate morală ca un simbol esențial al unității țării.
Regele ține un discurs anual națiunii în ajunul Crăciunului. El este comandantul șef al forțelor armate spaniole. Juan Carlos este membru al "World Scout Foundation".
Juan Carlos a participat de mai multe ori la vânătoare de elefanți în Botswana. Costul unei licențe pentru a împușca un elefant este de aproximativ 15 mii dolari la licitație. În 2012 a provocat un scandal în Spania pentru că și-a permis luxul să meargă la vânătoare de elefanți în Africa, într-un moment în care țara sa se confrunta cu grave probleme financiare (în aprilie 2012, rata șomajului în Spania a fost de 23% și aproape de 50% în rândul tinerilor) Suveranul a suferit un accident la safari și a fost nevoit să se întoarcă de urgență la Madrid, unde a fost operat de urgență la șoldul drept. El País a estimat costul total al excursiei de vânătoare la 44.000 euro, de două ori salariul mediu anual în Spania.. O petiție a cerut regelui să demisioneze din funcția sa de președinte de onoare al filialei spaniole a Fondului Mondial pentru Natură. WWF însăși a solicitat un interviu cu regele pentru a rezolva situația.

## Familia și viața privată
Juan Carlos s-a căsătorit la Atena, la 14 mai 1962, cu Prințesa Sofia a Greciei și Danemarcei, fiica regelui Paul al Greciei. Ea era ortodoxă însă s-a convertit la roman-catolicism pentru a deveni regină a Spaniei. Împreună au două fiice și un fiu.
- Infanta Elena María Isabel Dominica
- Infanta Cristina Federica Victoria Antonia
- Regele Felipe Juan Pablo Alfonso

De la copiii săi, regele are opt nepoți: Felipe Juan Froilán și Victoria Federica de la Infanta Elena; Juan Valentín, Pablo Nicolás, Miguel și Irene de la Infanta Cristina; Leonor și Sofía de la Infantele Felipe.
Juan Carlos și Sofía vorbesc fluent câteva limbi. Ambii vorbesc spaniola, engleza și franceza. Regele vorbește fluent italiana și portugheza. Spre deosebire de regină, nu vorbește germana și greaca, lucru pe care îl regretă. Juan Carlos este operator radio amator iar codul de identificare este EA0JC.
În 1972, Juan Carlos, marinar pasionat, a concurat la proba Dragon la Jocurile Olimpice de vară din 1972 deși nu a câștigat nici o medalie. În vacanțele de vară, familia regală merge la palatul Marivent (Palma de Mallorca) și pe iahtul Fortuna cu care participă la competiții de navigație. Iarna, de obicei merg la schi la Baqueira-Beret și Candanchú (Pirinei).
Lui Juan Carlos îi place, de asemenea, să vâneze urși. În octombrie 2004, el a înfuriat activiștii ecologiști ucigând nouă urși (dintre care unul era o femelă gestantă) în centrul României (în Spania nu pot fi vânați anual decât 27 de exemplare). În august 2006 s-a afirmat că Juan Carlos a împușcat un urs beat îmblânzit (Mitrofan), în timpul unei partide de vânătoare private din Rusia. Purtătorul de cuvânt al monarhiei spaniole a negat această afirmație, care a fost făcută de către autoritățile ruse regionale. De asemenea a fost dur criticat în 2003 când în Polonia, alături de șeful diplomației de la Varșovia, a împușcat un bizon. Bizonul este unul dintre animalele pe cale de dispariție, în lume existând doar 1.600 de exemplare.

### Sănătate
La 8 mai 2010, Regele a fost operat cu succes de un nodul la plămânul drept, la un spital din Barcelona. În aprilie 2012, Juan Carlos a trebuit să fie supus unei intervenții chirurgicale la Spitalul San Jose din Madrid, după o cădere la o vânătoare privată în Botswana. El a suferit o fractură triplă de șold.